# Episodi di Simon & Simon (ottava stagione)
L'ottava e ultima stagione della serie televisiva Simon & Simon è stata trasmessa in prima visione negli Stati Uniti d'America da CBS tra il 1988 e il 1989.
| nº | Titolo originale                             | Titolo italiano | Prima TV USA     | Prima TV Italia |
| -- | -------------------------------------------- | --------------- | ---------------- | --------------- |
| 1  | Beauty and Deceased                          |                 | 8 ottobre 1988   |                 |
| 2  | Simon & Simon and Associates                 |                 | 15 ottobre 1988  |                 |
| 3  | Zen and the Art of the Split-Finger Fastball |                 | 22 ottobre 1988  |                 |
| 4  | The Merry Adventures of Robert Hood          |                 | 29 ottobre 1988  |                 |
| 5  | Ain't Gonna Get It from Me, Jack             |                 | 5 novembre 1988  |                 |
| 6  | Love Song of Abigail Marsh                   |                 | 12 novembre 1988 |                 |
| 7  | Simon & Simon Jr.                            |                 | 19 novembre 1988 |                 |
| 8  | Cloak of Danger                              |                 | 3 dicembre 1988  |                 |
| 9  | The Richer They Are the Harder They Fall     |                 | 10 dicembre 1988 |                 |
| 10 | Play It Again, Simon                         |                 | 17 dicembre 1988 |                 |
| 11 | First, Let's Kill All the Lawyers            |                 | 31 dicembre 1988 |                 |
| 12 | Photo Finished                               |                 | 21 marzo 1989    |                 |
| 13 | Simon Says 'Good-Bye'                        |                 | 22 marzo 1989    |                 |